# 球齿蜥属
球齿蜥属（学名：Hemisphaeriodon）为石龙子科的一个属。原来和巨柔蜥属(Tiliqua)一个属，现已经分出。

## 下属物种
本属包括以下物种：
- 桃舌蜥 Hemisphaeriodon gerrardii